# Gruskrabbspindel
Gruskrabbspindel (Xysticus kochi) är en spindelart som beskrevs av Tord Tamerlan Teodor Thorell 1872. Gruskrabbspindel ingår i släktet Xysticus och familjen krabbspindlar. Arten är reproducerande i Sverige. Utöver nominatformen finns också underarten X. k. abchasicus.